# Giannakīs Xypolytas
Giannakīs Xypolytas (in greco: Γιαννάκης Ξυπόλυτας; 10 aprile 1944) è un allenatore di calcio ed ex calciatore cipriota, di ruolo difensore.

## Carriera

### Club
Ha fatto parte della rosa dell'Olympiakos Nicosia, con il quale ha partecipato all'allora Coppa dei Campioni. Sono state quattro le partite giocato in tale competizione, in cui è riuscito a segnare un gol al FK Sarajevo.

### Nazionale
È stato selezionato dalla nazionale cipriota nel 1968, quando collezionò due presenze, senza segnare reti, contro Svizzera e Scozia.